# Der Geiger von Florenz
Der Geiger von Florenz ist ein deutscher Stummfilm aus dem Jahre 1926. Unter der Regie von Paul Czinner spielt dessen spätere Ehefrau Elisabeth Bergner die Hauptrolle.

## Handlung
Die junge Renée ist eine übersprudelnde, lebenslustige, junge Frau. Zu ihrem noch jungen Vater hat sie ein sehr inniges Verhältnis, umso schlechter ist es um ihre Beziehung zu ihrer Stiefmutter bestellt. Diese drängt eines Tages ihren Mann dazu, Renée kurzerhand „abzuschieben“. Daraufhin muss das Mädchen in ein Internat in die Schweiz ziehen. Doch das selbstbestimmte Mädchen erweist sich rasch als rebellisch. Ihre aufsässige Art wird als schlechtes Benehmen angesehen und führt dazu, dass die Stiefmutter, kaum älter als sie selbst, ihren Mann dazu anleitet, Renée auch in den anstehenden Ferien dort zu belassen.
Doch die denkt gar nicht daran, sich auf Dauer abschieben zu lassen. Renée zieht sich Hosen an und verkleidet sich als Junge. Dann reist sie nach Italien, in die Toskana. In Florenz entdeckt ein feingliedriger, sensibler Künstler den „Jungen“ und bittet Renée, für ihn Modell zu stehen. Der Maler will sie unbedingt für sein geplantes Gemälde „Der Geiger von Florenz“ haben. Renée, stets ein wenig überdreht, verliebt sich rasch in den ruhigen Künstler und spielt als seine Muse wie besessen auf der Geige, während der junge Mann diese Szene in seinem Atelier einfängt. Und tatsächlich wird „Der Geiger von Florenz“ ein großer Erfolg.
Das Bild macht bald Furore, und auch der Vater bekommt eines Tages eine Abbildung davon zu sehen. Natürlich erkennt er, trotz jungenhafter Verkleidung, seine Tochter sofort und reist augenblicklich nach Florenz, um Renée wieder nach Hause, in den Schoß der Familie, zu holen und Versöhnung zu feiern. Der Maler aber hat sich längst in sein Modell verliebt und will Renée, die sich nun als Mädchen zu erkennen gibt, keinesfalls ziehen lassen. Schließlich stimmt der Vater einer Vermählung der beiden zu.

## Produktionsnotizen
Nach dem großen Erfolg von Nju verpflichtete 1925 UFA-Produzent Erich Pommer Regisseur Czinner und die beiden Hauptdarsteller Bergner und Conrad Veidt auch für diesen Film. Die Schauspielerin tritt hier in einer für diese Zeit typischen Hosenrolle auf. Der Geiger von Florenz wurde am 10. März 1926 im Gloria-Palast in Berlin uraufgeführt.
Gedreht wurde von September bis November 1925 in den Efa-Ateliers sowie am Luganersee und in der Mark Brandenburg. Die Filmbauten stammen von Erich Czerwonski und O. F. Werndorff. Nora Gregor, die hier Elisabeth Bergners Stiefmutter spielt, war in Wirklichkeit vier Jahre jünger als ihre „Stieftochter“.

## Kritiken
Filmkritiker Dr. Mendel lobte in der Lichtbild-Bühne vor allem das Spiel der Bergner: „Sie ist heute vielleicht die genialste deutsche Filmdarstellerin überhaupt; und das, obwohl auch sie erst ihren zweiten Film geschaffen hat. Dieses ganze Werk steht und fällt mit ihrer Kunst. Sie reißt zu ehrlicher Begeisterung mit in einer Rolle, die ihr erlaubt, vom kindlichen Trotz und Übermut bis zu allen Regungen einer reifen, echt weiblichen Seele alle Register wahren Humors und tiefen Ernstes zu ziehen. Obwohl gleichzeitig auch ein Conrad Veidt ihr Partner ist, beherrscht sie, und sie allein, den Abend.“
Auch der Film-Kurier schrieb wahre Elogen auf Bergners schauspielerische Kraft: „Ein Triumph der Bergner in einer Pickfordrolle. Ein psychoanalytisches Backfischexperiment? Die zarteste Seelendeutung, die der Film je vermittelte. Man spricht im Angesichte dieses Films endlich wieder vom Dasein, spürt Holdheiten des Menschlichen, sieht wieder Frauenzauber, so töricht keusch und so rührend verführt … Vergessen sind die Produktionsprobleme, Filmfragen. Man lächelt und erlebt den sinnfälligen Wandel eines törichten Mädchens, das aus dem Elternhause vom Vater, den sie innig liebt, in das Schweizer Pensionat kommt, dem sie entflieht, um als Straßenjunge in Italien herumzubummeln. Den vermeintlichen Buben, gerade wie er für einen alten Bettler an der Straße Geige spielt, findet ein Maler, nimmt ihn als Modell in sein Haus – bis er das Weib im Jungen entdeckt und es sich für das Leben verpflichtet. […] Und wie unbeschwert, wie flüssig, wie ungekünstelt bieten sich die reizenden Begebenheiten. Wie entwickelt sich eine diskrete Glossierung aller Vorgänge aus den einzelnen Szenen, wie absichtslos spielen da Wind und Wiese, Hund und Mensch im Ringelreihen einer Mädchenseele vorüber. Weil die große Schauspielerin eben die Elisabeth Bergner ist. ‚Nju‘ – das war ein erster Versuch. Diesmal bietet sich eine vollendete Leistung. Sie beherrscht den Film, sie steht ununterbrochen im Mittelpunkt des Interesses, das an der inneren Melodik der Filmbegebenheit nicht eine Sekunde erlahmt. Obwohl rein äußerlich genommen oft bizarre Kühnheiten der Bildtechnik den Beschauer vor ungewohnte Aufgaben stellen. Und man muß es mit hoher Befriedigung verkünden, daß das Ungewöhnliche, Besondere der Bergnerschen Darstellung selbst, revolutionierend gegen jede Konvention, mitreißt und begeistert. Das ist Filmkunst von morgen – nicht von vorgestern. Ein Naturschauspiel – diese Frau. Mit ihrer selbstvergessenen Seligkeit, mit diesem Hinsinken im Gefühl des Augenblicks, dem sie nie ganz erliegt, sondern mit ihrer gesunden Kraft zu entrinnen vermag, dieses reizsame Mädelchen, das ohne Lieb erstickt, unter dem freien Himmel Italiens die güldenste Heiterkeit des Südens verkörpert.“
Im Kinematograph heißt es: „Der Regisseur Paul Czinner ist nicht allein einer unserer feinsten, sondern auch unserer geistreichsten Köpfe: ihm fehlt nur etwas gestaltende Phantasie. Er sucht diesen Mangel von Gestaltungskraft auszugleichen, den der Zuschauer erfordert. Seine Art, die Objekte in das Bild einzubeziehen und aus dem Gegenspiel seiner Darsteller das Schicksal erwachsen zu lassen, hat manchmal etwas Verblüffendes und deutet an, daß dieser Regisseur nach Überwindung des Ehrgeizes, das Manuskript selbst zu schreiben, eine einwandfreie Regieleistung hinlegen wird. Czinner ist auch heute noch eine große Hoffnung. Für Berlin bedeutete Elisabeth Bergner eine Sensation. Diese Schauspielerin, die auf der Bühne vor allem durch ihre Stimme wirkt, hat sich, seit ‚Nju‘, dem Film und seinen Bedingungen hervorragend angepaßt. Sie ist, was nicht einmal ihre fanatischsten Anhänger bezweifeln werden, keine Filmerscheinung. Es hilft gar nichts, man kommt um die Feststellung nicht herum, daß eine Filmschauspielerin in erster Linie sehr schön sein muß, was man von der Bergner nicht eben behaupten kann. Aber sie gestaltet kraft ihres Intellekts die Rolle, die ihrer Körperlichkeit entgegenkommt, und reift in kurzen Momenten einer filmischen Gestaltung entgegen, die eine große Filmzukunft dieser Schauspielerin verrät.“
Siegfried Kracauer befand in der Frankfurter Zeitung: „Nicht von dem Spiel allein geht hier die Bezauberung aus; vielmehr von dem Wesen, das ist. Es tritt auch ohne die Stimme hervor. Es drückt sich in dem Verhältnis der Stirn zur Nase aus, es stellt sich im Gehen dar, im Lauf durch den Garten. Die Gestalt schon redet, noch ehe geredet wird. Sie birgt die Gegensätze ineinander. Das Gesicht ist naiv und verderbt zugleich, jung und alt, fraulich und knabenhaft. Dieses Unbestimmbare des Wesens ist es recht eigentlich, dessen Bild erregt. Das Wesen weist über das Geschlecht hinaus. Darum auch mag die Bergner sich gern in Hosenrollen zeigen. Sie wird dann zur Mignon, jenseits von Mann und Frau. Denn das ist entscheidend: als Junge ist sie nicht männlich, als Mädchen nicht nur Weib. Damit ist aber keineswegs gesagt, daß ihr Sein zwischen Frau und Mann seine Stelle habe; geprägt wird es von einem geistigen Bereich aus, der oberhalb der Unterscheidung von männlich und weiblich liegt. Das Androgynenhafte verleiht der Bergner jene Zweideutigkeit, die nirgends eine Grenze finden läßt und ihre Gestalt zum Geheimnis macht.“
In Heinrich Fraenkels Unsterblicher Film heißt es zu Elisabeth Bergners drei zentralen Stummfilmarbeiten der 1920er Jahre: „Im Geiger von Florenz (mit Walter Rilla), in dem Arthur Schnitzlers Novelle ebenso feinfühlig nachempfundenen Kammerspiel Fräulein Else und in Nju (mit Emil Jannings und Conrad Veidt) hatte die Bergner Gelegenheit, ihren sehr eigenwilligen Bühnenstil auch mit filmischen Nuancen zu versuchen“.

## Belege
1. ↑  In Heinrich Fraenkel: Unsterblicher Film. Die grosse Chronik von der Laterna magica bis zum Tonfilm. Kindler, München 1956, heißt es dazu auf Seite 353: „Einen ganz neuen Typ fand der Film in Elisabeth Bergner, die bereits einen ungewöhnlichen Bühnenerfolg hatte, bevor sie für die Kamera entdeckt wurde. Die scheue Anmut der knabenhaft grazilen Gestalt, die rührend zarte Hilflosigkeit eines Kindergesichts mit den wissenden Augen einer Frau, eines Gesichts, in welchem sich abgrundtiefer Gram mit koboldhaftem Schalk paaren konnte. Das war der neue „Bergner-Typ“, der bald sehr beliebt und viel imitiert wurde. In dem von Paul Czinner inszenierten Film „Der Geiger von Florenz“ findet die Bergner fast lyrische Töne für das in einen Maler (Walter Rilla) verliebte und doch noch kindlich verstockte Mädchen.“
2. ↑  Lichtbild-Bühne. Nr. 59, vom 11. März 1926.
3. ↑  Film-Kurier. Nr. 60, vom 11. März 1926.
4. ↑  Kinematograph. Jg. 20, Nr. 995, vom 14. März 1926, ZDB-ID 575137-8.
5. ↑  Frankfurter Zeitung. Nr. 393, Nr. 995, vom 29. Mai 1926.
6. ↑  Heinrich Fraenkel: Unsterblicher Film. Die grosse Chronik von der Laterna magica bis zum Tonfilm. Kindler, München 1956, S. 192.